# Zamihiv, Nova Ușîțea
Zamihiv (în ucraineană Заміхів) este localitatea de reședință a comunei Zamihiv din raionul Nova Ușîțea, regiunea Hmelnîțkîi, Ucraina.

## Demografie
Componența lingvistică a localității Zamihiv
     Ucraineană (98,28%)
     Rusă (1,59%)
     Alte limbi (0,13%)
Conform recensământului din 2001, majoritatea populației localității Zamihiv era vorbitoare de ucraineană (98,28%), existând în minoritate și vorbitori de rusă (1,59%).